# Sociedade Desportiva Juazeirense
Sociedade Desportiva Juazeirense é um clube brasileiro de futebol sediado na cidade de Juazeiro, no estado da Bahia.

## História
A Sociedade Desportiva Juazeirense foi fundada em 12 de dezembro de 2006 pelo deputado Roberto Carlos após este político perder a eleição de presidente do Juazeiro Social Clube para Eládio Rocha.
O clube estreou no futebol disputando o Campeonato Baiano da Segunda Divisão no ano de 2008. Em sua primeira partida oficial empatou por 0 a 0 com o Camaçariense, atuando em Juazeiro. Na sequência, obteve classificação para a fase semi-final da competição, mas foi eliminado pelo Guanambi com a derrota em casa por 1 a 0 e empate como visitante em 0 a 0.[carece de fontes?]
Em 2009 conseguiu chegar mais longe, alcançando a final da competição, após 'vingar-se' do Guanambi ao derrotá-lo com uma vitória em casa por 2 a 0 e nova vitória em Guanambi por 2 a 1, justamente na mesma fase semi-final em que, no ano anterior, fora eliminado.
Na grande final, porém, foi derrotado pelo Bahia de Feira, com empate em casa por 1 a 1 e novo empate em Feira de Santana, desta vez em 2 a 2, prevalecendo a melhor campanha do clube feirense, que assim conquistou o título e o acesso.
Em 2010 o elenco da Juazeirense foi fortalecido e o time conquistou pontos suficientes para classificar-se para a semifinal da Segundona. No entanto, devido à escalação de um atleta irregular na vitória por 2 a 1 sobre o Camaçariense a Juazeirense foi punida em seis pontos. Acabou sendo eliminada ao empatar em casa em 0 a 0 contra a Catuense, em jogo que necessitava vencer.[carece de fontes?]
Finalmente o sonhado acesso à 1.ª Divisão veio em 2011, quando o clube passou para a semi-final ao derrotar na última rodada o tradicional Galícia em casa por 2 a 0. Na fase seguinte passou com facilidade pelo Jequié, derrotando-a como visitante por 2 a 1 e em casa por 3 a 1. Como o regulamento previa o acesso de dois clubes, a Juazeirense, enfim, obteve antecipadamente o acesso à Primeira Divisão.
Na final da competição conquistou o título após perder como visitante para o Itabuna por 2 a 0 e vencer em casa pelo mesmo placar o jogo de volta.
Na Série D de 2017, conquistou o acesso após empatar com o América-RN em 1-1, após ter vencido o jogo de ida em casa por 3-0 diante de sua torcida, na semifinal enfrentou o Globo, mas acabou sendo eliminado. A Juazeirense foi a primeira equipe baiana a conseguir o acesso da Série C.
Em 2018, a Juazeirense se classificou para as semifinais do Campeonato Baiano, e foi eliminado pelo Bahia, empatando o primeiro jogo por 0-0 e perdendo o segundo por 3-0 na Fonte Nova e conseguiu uma vaga na Copa do Brasil de 2019. Na Série C, a equipe não foi bem e acabou sendo rebaixada na última rodada para a Série D.
Em 2019, a Juazeirense não foi bem no Campeonato Baiano, sendo eliminada na primeira fase na 8° colocação e, não conseguindo a vaga para a Série D de 2020. Na Copa do Brasil foi eliminada na primeira fase pelo Vasco da Gama, empatando em 2-2 no Adauto Moraes. Na Série D a Juazeirense quase conseguiu o acesso para a Série C. Na segunda fase, passou pelo Patrocinense, ganhando o primeiro jogo por 1-0 e perdendo o segundo também por 1-0, decidindo a vaga para as oitavas nos pênaltis. Nas oitavas a equipe eliminou o Iporá, empatando o primeiro jogo por 1-1 e o segundo por 0-0, e passou nos pênaltis, ganhando por 4-3. E nas quartas de finais, foi eliminada pelo Brusque, vencendo o primeiro jogo por 1-0 e tomando uma goleada no segundo por 4-0, acabando ali a chance da volta para a Série C.
Em 2020, a Juazeirense fez uma boa campanha no Campeonato Baiano, sendo eliminada nas semifinais pelo Atlético de Alagoinhas perdendo o primeiro jogo no Adauto Moraes por 1-4 e ganhando o segundo jogo por 2-0 no Carneirão, conseguindo uma vaga para a Série D e para a Copa do Brasil de 2021.
Na Copa do Brasil de 2021, a equipe baiana fez a melhor campanha de sua história. Na primeira fase, venceu o Sport por 3-2 num jogo polêmico, onde os refletores do estádio Adauto Moraes ficaram apagados por mais de uma hora, fazendo que o time pernambucano alegasse uma manipulação por parte da Juazeirense.
Na segunda fase, enfrentou o Volta Redonda também no estádio Adauto Moraes. E a equipe carioca abriu 3 gols de vantagem ainda no primeiro tempo, praticamente liquidando a classificação. Porém a Juazeirense reagiu e conseguiu o gol de empate numa cabeçada do meia Kanu aos 51 minutos do segundo tempo, com a partida terminando em 3-3. O time baiano conseguiu a classificação histórica nos pênaltis vencendo por 4-2.
Na terceira fase, enfrentou o Cruzeiro, o maior campeão da Copa do Brasil em jogos de ida e volta. Na primeira partida, perdeu por 1-0 no Mineirão. Jogou a partida decisiva no estádio Adauto Moraes e fez o gol da vitória aos 41 do segundo tempo com o atacante Thauan, levando a disputa novamente para os pênaltis. A equipe baiana conseguiu mais um feito histórico ao vencer as penalidades por 3-2 após a defesa do goleiro Rodrigo Calaça na última cobrança do time mineiro.
Nas oitavas de final, enfrentou o Santos também em jogos de ida e volta, decidindo o confronto mais uma vez no estádio Adauto Moraes. No jogo de ida, perdeu por 4-0 na Vila Belmiro, em Santos. Na volta, venceu o alvinegro por 2-0, porém perdeu por 4-2 no placar agregado e deixou a competição.

Centro da Treinamentos de Juazeirense
O CT da Juazeirense começou a ser construído no início de 2023. O local escolhido pela diretoria do Cancão de Fogo foi um terreno de 18 hectares que fica no distrito de Carnaíba do Sertão, na BR 407, a 10 quilômetros do centro de Juazeiro. Essa informação foi confirmada ao site Bahia Notícias (13/01/2023) pelo presidente do clube, o deputado estadual Roberto Carlos.
A expectativa, neste primeiro momento, é fazer pelo menos dois campos de futebol e um alojamento pequeno para descanso. A terraplanagem começou a ser feita e os muros instalados. No entanto, de acordo com Roberto Carlos, ainda não há um prazo definido para a conclusão da obra. 
O CT da Juazeirense foi viabilizado pela campanha positiva do clube na Copa do Brasil em 2021, quando o Cancão de Fogo tornou-se a primeira equipe do interior da Bahia a chegar às oitavas de final dessa competição. 
Esse feito memorável garantiu à Juazeirense a quantia de R$ 5,63 milhões, possibilitando o investimento em estrutura. Atualmente, o clube manda seus jogos e treina no estádio Adauto Moraes, mantido pela prefeitura de Juazeiro. 

## Rivalidade
A Juazeirense tem como principal rival o Juazeiro, time da mesma cidade, formando o dérbi Ju-Ju.
O primeiro confronto das duas equipes aconteceu no dia 31 de maio de 2009, com uma vitória da Juazeirense por 1 a 0.

## Títulos
| ESTADUAIS | ESTADUAIS                   | ESTADUAIS | ESTADUAIS  |
|           | Competição                  | Títulos   | Temporadas |
| --------- | --------------------------- | --------- | ---------- |
|           | Campeonato Baiano - Série B | 1         | 2011       |

## Estatísticas

### Participações
|  | Participações em 2025 |

| Competição | Competição        | Temporadas | Melhor campanha                  | Estreia | Última | P | R |
| Bahia      | Campeonato Baiano | 14         | 3º colocado (6 vezes)            | 2012    | 2025   |   | – |
| Bahia      | 2ª Divisão        | 4          | Campeão (2011)                   | 2008    | 2011   | 1 |   |
|            | Copa do Nordeste  | 7          | Grupos (2016, 2017, 2024 e 2025) | 2016    | 2025   |   |   |
| Brasil     | Série C           | 1          | 18º colocado (2018)              | 2018    | 2018   | – | 1 |
| Brasil     | Série D           | 8          | 4º colocado (2017)               | 2013    | 2025   | 1 |   |
| Brasil     | Copa do Brasil    | 5          | Oitavas de final (2021)          | 2016    | 2025   |   |   |

## Desempenho em competições

### Campeonato Baiano
| Ano  | Posição |
| 2012 | 8º      |
| 2013 | 3º      |
| 2014 | 7º      |
| 2015 | 3º      |
| 2016 | 3º      |
| 2017 | 7º      |
| 2018 | 3º      |
| 2019 | 8º      |
| 2020 | 3º      |
| 2021 | 3º      |
| 2022 | 7º      |
| 2023 | 4º      |
| 2024 | 5º      |

### Campeonato Baiano - Segunda Divisão
| Ano  | Posição      |
| 2009 | 2º           |
| 2010 | 7º           |
| 2011 | 1º (Campeão) |

### Campeonato Brasileiro Série C
| Ano  | Posição         |
| 2018 | 18º (Rebaixado) |

### Campeonato Brasileiro Série D
| Ano  | Posição        |
| 2013 | 32º            |
| 2016 | 12º            |
| 2017 | 4º (Promovido) |
| 2019 | 7º             |
| 2021 | 19°            |
| 2022 | 44°            |
| 2024 | 34°            |